# 西村瑠伊斗
西村 瑠伊斗（にしむら るいと、2004年7月1日 - ）は、京都府京都市南区出身のプロ野球選手（内野手）。右投左打。東京ヤクルトスワローズ所属。

## 経歴
京都市立上鳥羽小学校2年生の時に野球を始める。京都市立洛南中学校在学時は硬式野球のクラブチームである京都ポニーに所属し、主に投手を務めた。
京都外大西高等学校に進学し、1年夏からベンチ入りして投手と外野手を兼任。2年夏は右翼手のレギュラーとして京都府大会決勝まで進出したが、森下瑠大・中川勇斗擁する京都国際に敗れた。同年秋から背番号1となりエースを務めた。3年夏の京都府大会も背番号1で臨んだが、肩を痛めていた影響で投手としては1試合の登板に留まった。一方、打者としては5試合で4本塁打を記録し、2005年夏の炭谷銀仁朗が保持していた京都府大会最多本塁打記録に並んだ。同大会では準決勝で龍谷大平安に敗れた。3年間で甲子園大会出場は果たせなかったものの、高校通算54本塁打を記録している。その後、2022年9月5日にプロ志望届を提出し東京ヤクルトスワローズからドラフト２位指名された。11月13日、京都市内のホテルで入団交渉を行い、契約金5500万円、年俸650万円で合意した。背番号は36。担当スカウトは阿部健太。高校時代は外野手だったが、プロでは内野手に挑戦する。

### ヤクルト時代
2023年はイースタン・リーグで91試合に出場し打率.183、4本塁打、22打点を記録。10月4日の阪神タイガース戦（神宮）では3回に代打として登場し一軍初出場を果たしたが、空振り三振に倒れた。
2024年はイースタン・リーグで113試合に出場し、打率.226、0本塁打、26打点。オフにはアジアウインターベースボールリーグに参加し、主に外野手として15試合に出場して打率.283の成績を残した。

## 選手としての特徴
高校通算54本塁打を記録した強打者で、王貞治の打撃フォームを参考にしている。また、投手としても最速147km/hを記録する。

## 詳細情報

### 年度別打撃成績
| 年 度     | 球 団     | 試 合 | 打 席 | 打 数 | 得 点 | 安 打 | 二 塁 打 | 三 塁 打 | 本 塁 打 | 塁 打 | 打 点 | 盗 塁 | 盗 塁 死 | 犠 打 | 犠 飛 | 四 球 | 敬 遠 | 死 球 | 三 振 | 併 殺 打 | 打 率 | 出 塁 率 | 長 打 率 | O P S |
| --------- | --------- | ----- | ----- | ----- | ----- | ----- | -------- | -------- | -------- | ----- | ----- | ----- | -------- | ----- | ----- | ----- | ----- | ----- | ----- | -------- | ----- | -------- | -------- | ----- |
| 2023      | ヤクルト  | 1     | 1     | 1     | 0     | 0     | 0        | 0        | 0        | 0     | 0     | 0     | 0        | 0     | 0     | 0     | 0     | 0     | 1     | 0        | .000  | .000     | .000     | .000  |
| 通算：1年 | 通算：1年 | 1     | 1     | 1     | 0     | 0     | 0        | 0        | 0        | 0     | 0     | 0     | 0        | 0     | 0     | 0     | 0     | 0     | 1     | 0        | .000  | .000     | .000     | .000  |

- 2024年度シーズン終了時

### 記録
- 初出場・初打席：2023年10月4日、対阪神タイガース25回戦（明治神宮野球場）、3回裏に高橋奎二の代打で出場、大竹耕太郎から空振り三振

### 背番号
- 36（2023年 - ）